# Styela materna
Styela materna is een zakpijpensoort uit de familie van de Styelidae. De wetenschappelijke naam van de soort is voor het eerst geldig gepubliceerd in 1983 door Monniot & Monniot.